# Nanterre 92
El Nanterre 92, conocido hasta 2016 como Jeunesse Sportive des Fontenelles de Nanterre  o JSF Nanterre es una asociación deportiva francesa de baloncesto situado en la ciudad de Nanterre, que juega en la LNB, la máxima categoría del baloncesto francés y en la Eurocup, la segunda competición europea más importante.
Juega sus encuentros como local en la liga francesa en el Palais des Sport Maurice Thorez con capacidad para 3000 espectadores. Para competición europea juega en la Halle Georges Carpentier con capacidad para 5.009 espectadores, situada en París.

## Historia
Fundado en 1927 y reforzado por la fusión, que se produjo en los años 1990 a 1995 con la sección de baloncesto del club deportivo l Entente Sportive de Nanterre (NSE), el JSF Nanterre es el segundo club baloncesto de la ciudad. Con sede en Nanterre, en Hauts-de-Seine, deambula el club hasta el final de la década de 1980 en las divisiones departamentales y regionales inferiores.
En 1987, un puñado de voluntarios lleva el club y le hizo moverse gradualmente. De 1989 a 2004, el club sube diez veces en quince años sin haber descendido de categoría ni haber cambiado las piedras angulares de este crecimiento, ya que el presidente Jean Donnadieu y el entrenador del primer equipo Pascal Donnadieu permanecen en sus puestos a lo largo este período.
Desde septiembre de 2007, el club también ha abierto un centro de formación que permite a doce jugadores de la región de Île-de-France de compatibilizar los estudios con el deporte de alto nivel, con el apoyo del Consejo Regional y del Consejo General y de la Casa Consistorial de Nanterre. Está considerado uno de los mejores centros de formación de Francia.

## Trayectoria
| Temporada | Nivel | Liga  | Pos. | Copa de Francia  | Leaders Cup      | Competiciones europeas | Competiciones europeas |
| --------- | ----- | ----- | ---- | ---------------- | ---------------- | ---------------------- | ---------------------- |
| 2006–07   | 2     | Pro B | 5º   | Finalista        |                  |                        |                        |
| 2007–08   | 2     | Pro B | 7º   | Semifinales      |                  |                        |                        |
| 2008–09   | 2     | Pro B | 9º   | Ronda de 32      |                  |                        |                        |
| 2009–10   | 2     | Pro B | 6º   | Octavos de final |                  |                        |                        |
| 2010–11   | 2     | Pro B | 1º   | Ronda de 32      |                  |                        |                        |
| 2011–12   | 1     | Pro A | 11º  | Octavos de final |                  |                        |                        |
| 2012–13   | 1     | Pro A | 1º   | Finalista        |                  |                        |                        |
| 2013–14   | 1     | Pro A | 10º  | Campeón          | Finalista        | 1 Euroleague           | TR                     |
| 2013–14   | 1     | Pro A | 10º  | Campeón          | Finalista        | 2 Eurocup              | OF                     |
| 2014–15   | 1     | Pro A | 5º   |                  |                  | 3 EuroChallenge        | C                      |
| 2015–16   | 1     | Pro A | 8º   | Semifinales      | Cuartos de final | 2 Eurocup              | TR                     |
| 2016–17   | 1     | Pro A | 6º   | Campeón          | Semifinales      | 4 FIBA Europe Cup      | C                      |
| 2017–18   | 1     | Pro A | 7º   |                  | Semifinales      | 3 Champions League     | R16                    |
| 2018–19   | 1     | Pro A | 4º   |                  |                  | 2 Champions League     | QF                     |
| 2019–20*  | 1     | Pro A | 7º   |                  |                  | 2 EuroCup              | TR                     |
| 2020–21   | 1     | Pro A | 10º  | Octavos de final |                  | 2 EuroCup              | T16                    |
| 2021–22   | 1     | Pro A | 10º  | 32avos de final  |                  |                        |                        |
| 2022–23   | 1     | Pro A | 13º  | 16avos de final  |                  |                        |                        |

*La temporada fue cancelada debido a la pandemia del coronavirus.

## Palmarés
- LNB
  - Campeón: 2013
- Copa de Francia
  - Campeón: 2014 y 2017
  - Subcampeón: 2007 y 2013
- Leaders Cup
  - Campeón: 2015
  - Subcampeón: 2014
- Match des Champions
  - Campeón: 2014
  - Subcampeón: 2013
- Pro B
  - Campeón: 2011
- Eurochallenge (Eurocup FIBA) (tercera competición continental)
  - Campeón: 2015
- Copa Europea de la FIBA
  - Campeón: 2017 (cuarta competición continental)

## Jugadores destacados
| - Evan Fournier - Edwin Jackson - Maxime Beunard - Thomas Maroudin - Adrien Moerman - Xavier Corosine - Thomas Darnauzan - Pascal Donnadieu - Pascal Cusset - Guillaume Pons - Stephen Brun - Johan Passave-Ducteil - David Georges - Joseph Gomis - Marc Judith - Mouhammadou Jaiteh - Ali Traoré |  | - Steffon Bradford - Nate Carter - Versile Shaw - John Ford - Ivan McFarlin - Will Daniels - Andrew Drevo - Je'Kel Foster - Rashaun Freeman - Diante Garrett - Alex Gordon - David Lighty - Christopher Massie - Trent Meacham - Chris Oliver - Deshaun Thomas |  | - Chris Warren - Kyle Weems - Jamal Shuler - Sergiy Gladyr - William Copeland - Mats Levin - Malick Badiane - - Kevin Lisch - - Eric Schmieder - - Keydren Clark - - Russell Robinson - - Juan Tello Palacios - - Sami Driss - - Souarata Cissé - - Mamoutou Diarra - Victor Wembanyama - - Joackim Ekanga Ewaha |